# WiL Francis
William Roy "WiL" Francis es un músico, productor, escritor y artista estadounidense, nacido en Kent, Washington. Fue vocalista y compositor de la banda de horror punk Aiden, entre 2003 y 2016.

## Biografía
Francis se unió a la formación original de Aiden en 2003 como bajista, y reemplazando a Steve Clemens como vocalista principal el mismo año. Se convirtió en la fuerza creativa detrás de Aiden y, para el último álbum y las giras de 2015, fue el único miembro de  formación original que aún estaba en la banda. Durante la pausa de Aiden de 2012 a 2015, William Control pasó a ser un proyecto de tiempo completo.
También ha lanzado cuatro álbumes (Hate Culture, Noir, Silentium Amoris y The Neuromancer) bajo el nombre de William Control, presentando un estilo synth-pop y dark wave, junto a varios EPs y álbumes en vivo. Ya en hiato, WiL ha publicado dos álbumes más: Revelations en 2018 y Sex Cult: Volume 1 (2021).
Además de producir su propia música, Francis ha producido a bandas como Fearless Vampire Killers, A Midnight Tragedy y Ashestoangels. A su vez, firmó el sello discográfico Control Records. En mayo de 2009, Kerrang! llamó a Francis "uno de los líderes más enigmáticos y talismán del rock actual".
Ha publicado dos libros de poesía y tres novelas, siendo las últimas dos parte de una trilogía. En la primavera de 2016, se reveló que se iba a realizar una trilogía de películas a través de la editorial Revelator.
En 2018, Francis fue acusado de múltiples abusos sexuales y la organización de un culto sexual.

## Discografía
Aiden
- Our Gangs Dark Oath (2004)
- Nightmare Anatomy (2005)
- Conviction (2007)
- Knives (2009)
- Disguises (2011)
- Some Kind of Hate (2011)
- Aiden (2015)

William Control
- Hate Culture (2008)
- Noir (2010)
- Silentium Amoris (2012)
- The Neuromancer (2014)
- Revelations (2018)
- Sex Cult: Volume 1 (2021)

Producción
- El álbum I Tried to Make You Immortal, You Tried to Make Me a KILLER de la banda de Nueva Jersey A Midnight Tragedy.
- El EP Revenge de la banda de Seattle Girl On Fire.
- Los EPs The Ghost y Through the Rain de la banda de Seattle To Paint the Sky.
- Los álbumes With Tape and Needles, Horror Cult y How to Bleed de la banda de punk gótico inglesa Ashestoangels.
- El álbum Mile End de la banda punk austriaca Stupe-iT.
- El álbum Unbreakable Hearts de la banda inglesa Fearless Vampire Killers.